# Burgruine Orlík

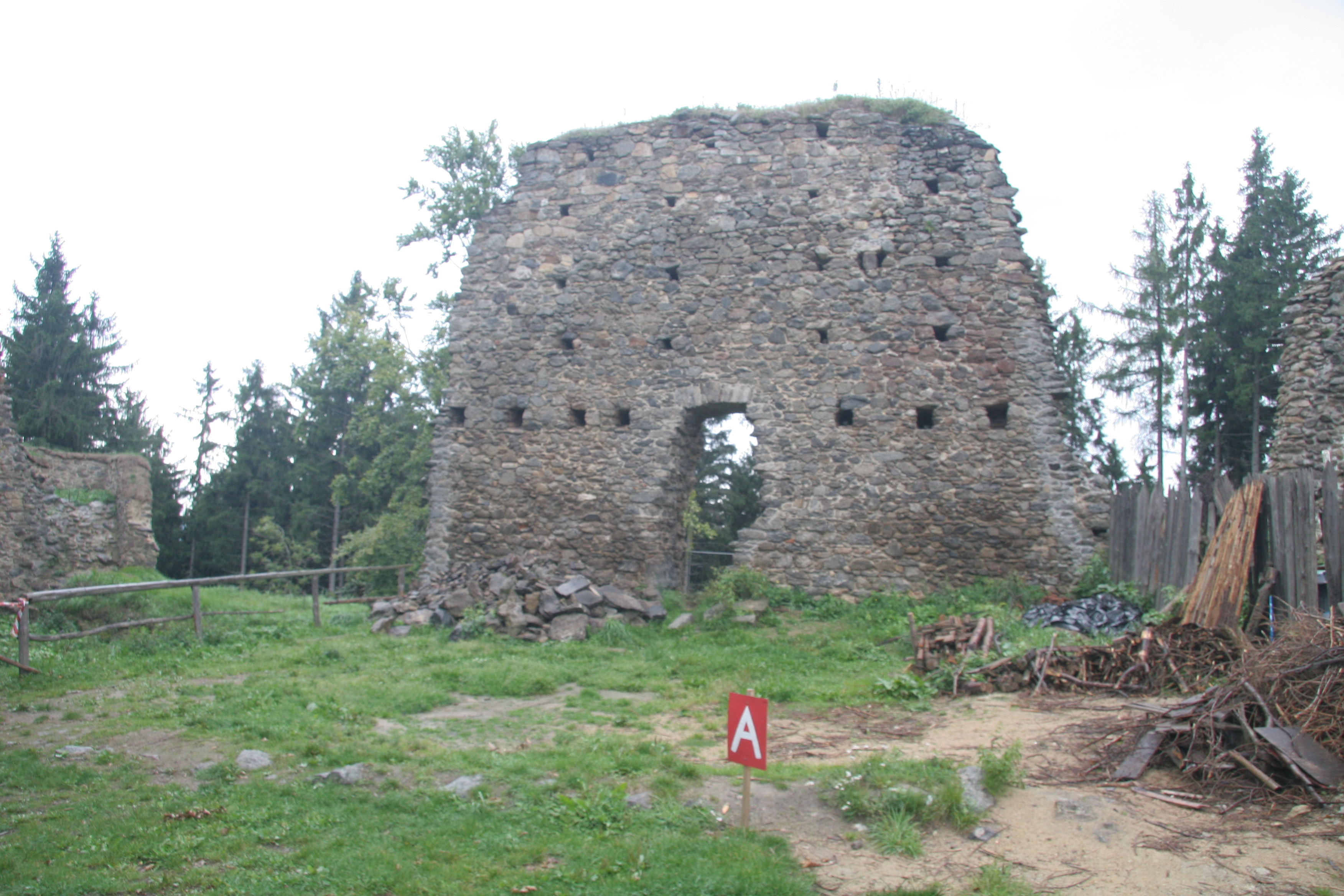
Außenwände des neuen Palas

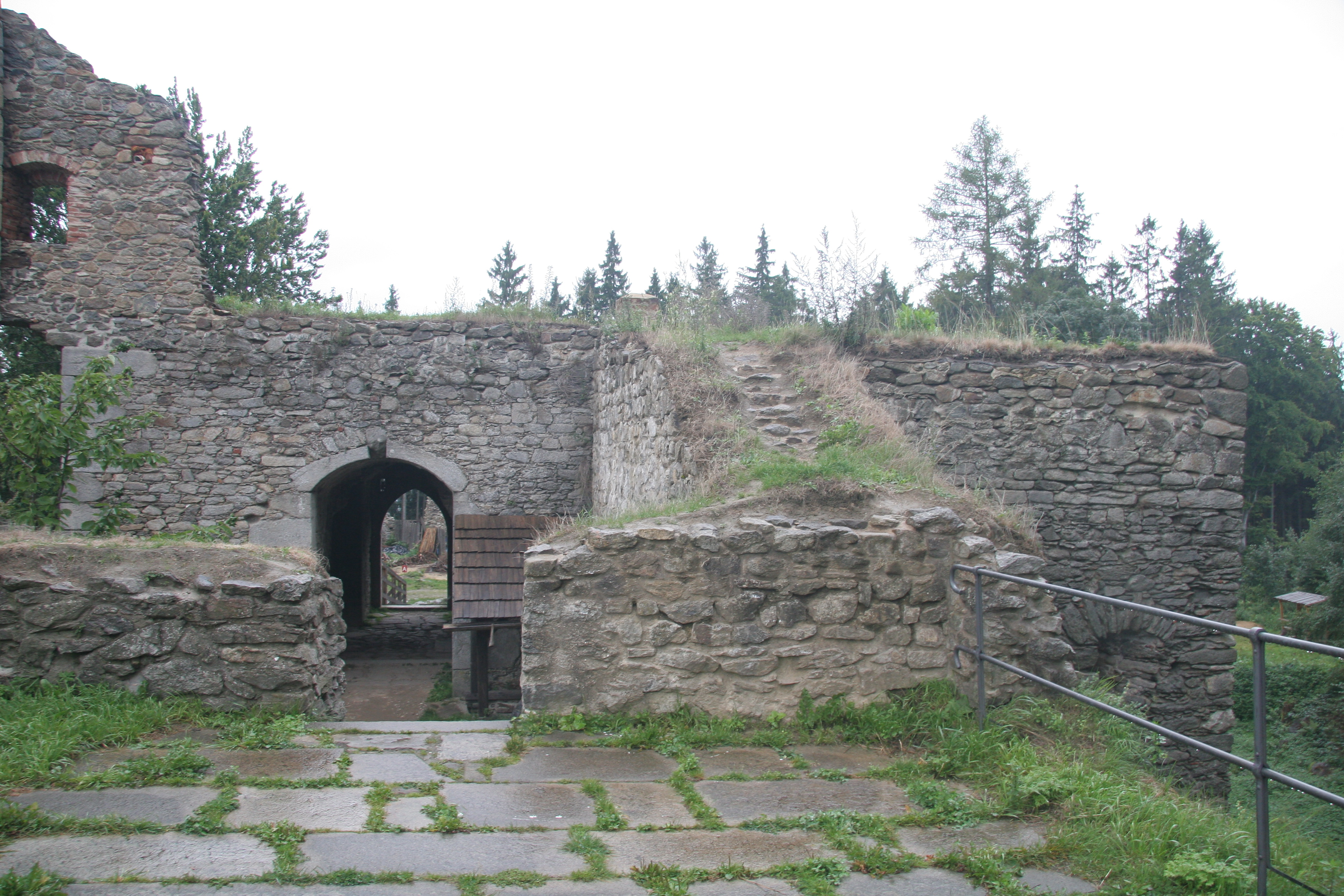
Hofseite des ersten Tores mit Blick auf die Kernburg

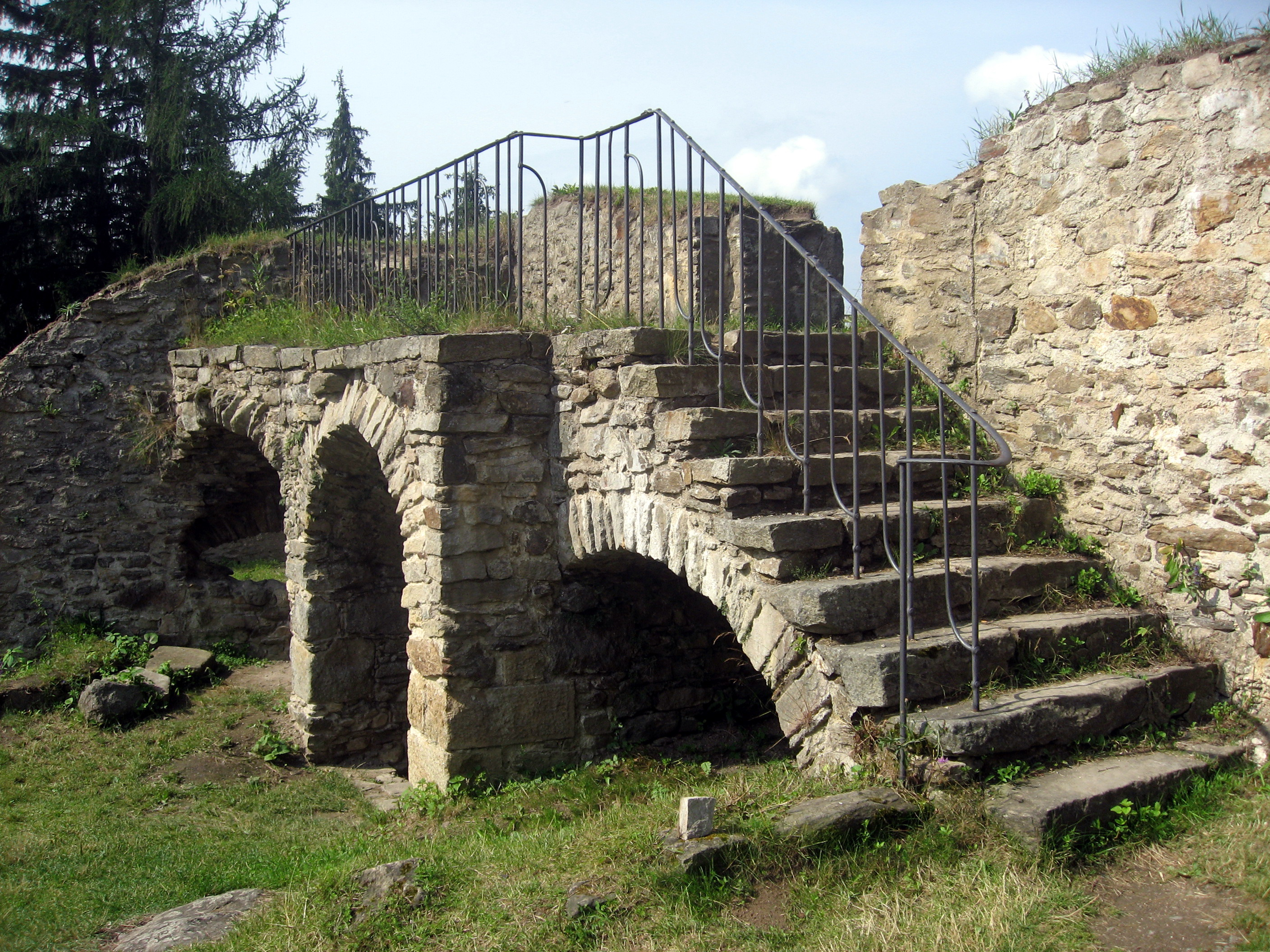
Eingang zum Westflügel des altes Palas

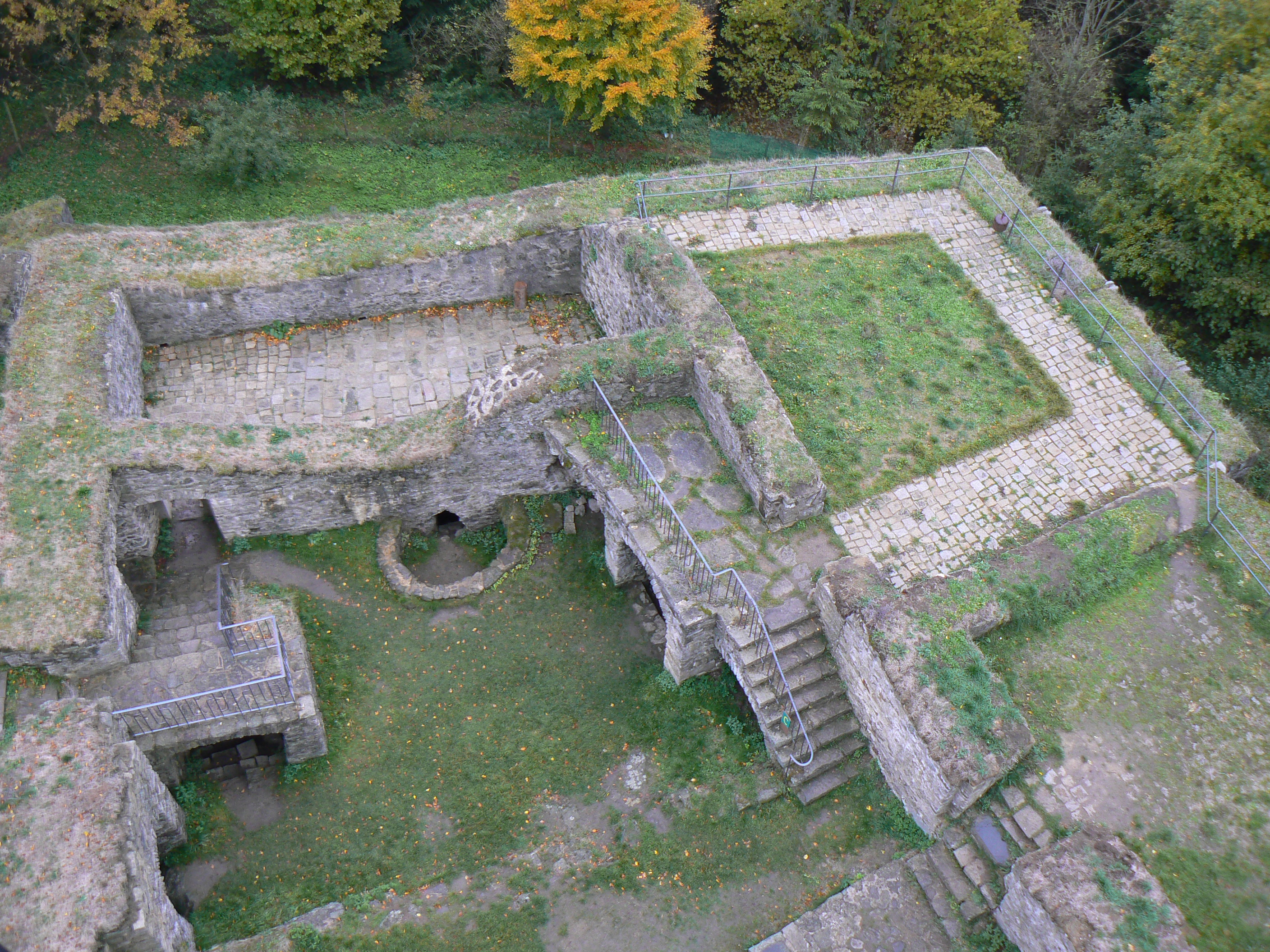
Blick von Bergfried auf die Reste der Kernburg

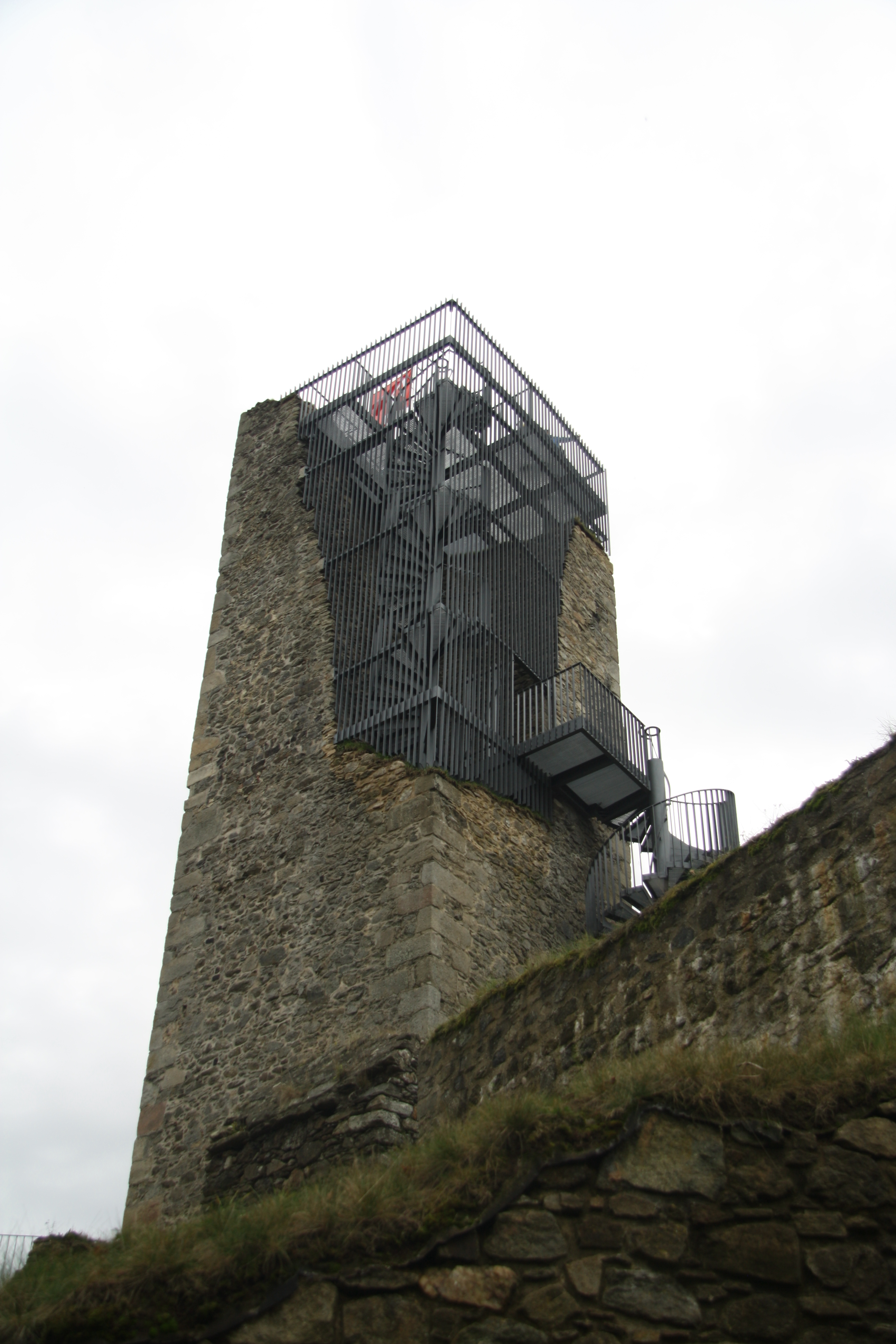
Bergfried nach seinem Ausbau zum Aussichtsturm

Die Ruine der Burg Orlík, älter Humpolec (deutsch Worlik) ist eine ehemalige gotische Gipfelburg auf dem Gebiet der Stadt Humpolec im Okres Pelhřimov in Tschechien.

## Geographie
Die Ruine befindet sich zwei Kilometer östlich des Stadtzentrums von Humpolec auf dem Berg Rozkoš (644 m n.m.) über dem gleichnamigen Dorf in der Křemešnická vrchovina (Křemešník-Bergland).
Umliegende Orte sind Čejov im Norden, Leština und Skála im Nordosten, Bransoudov im Osten, Rozkoš im Süden, Humpolec im Westen sowie Dusilov und Hadina im Nordwesten.

## Geschichte
Die Burg wurde wahrscheinlich im letzten Drittel des 14. Jahrhunderts durch die Herren von Dubá errichtet. Ein Zusammenhang mit dem nordwestlich der Burg gelegenen Goldbergwerk Štůly ist nicht belegbar. Es wird angenommen, dass sie der Sitz des Heinrich von Dubá war, der im Jahre 1399 erstmals den Namenszusatz auf Humpolec gebrauchte. Erstmals urkundlich erwähnt wurde die Burg 1404 im Zuge ihrer Belagerung und Einnahme durch Heinrich von Rosenberg. Nach dem Tode des Heinrich von Dubá († 1416) verkauften dessen Erben die Humpoletzer Güter mit der Burg 1420 an Jan Leskovec von Leskovec. Arnošt von Leskovec ließ die Burg umbauen und erweitern. Am 2. September 1496 verkauften die Herren von Leskovec die Burg an Jan Trčka von Lípa. Nachdem die Burg bis dahin als Humpolec bezeichnet worden war, schrieb sich Zdeněk Trčka von Lípa 1559 als auf Worlik über Humpolec (Orlík nad Humpolcem) ansässig. In dieser Zeit muss es auf der Burg zu einem Unglück, möglicherweise einem Brand, gekommen sein. Im Jahre 1560 verkaufte Zdeněk Trčka von Lípa die wüste Burg Worlik einschließlich des ebenfalls wüsten Meierhofes unterhalb der Burg an Jan d. J. Říčanský von Říčan († 1577) auf Kosova Hora. Říčanský ließ die Burg wiederherstellen und vererbte die Herrschaft Worlik seinem Sohn Jan Jiří Říčanský († 1583). Dessen Witwe Johanka, geborene Čejková von Olbramovice, verkaufte die Herrschaft 1588 an Christoph Karl von Ruppau (Kryštof Karel z Roupova). Von Ruppau erwarb 1601 auch die benachbarte Herrschaft Herálec. Dort ließ er ein neues Schloss errichten und schloss die Herrschaft Worlik, zu der das Städtchen Humpolec sowie die Dörfer Čejov, Dubí, Hněvkovice, Mikulášov, Plačkov, Rozkoš, Světlice und Vilémov gehörten, an Herálec an. Die Burg Worlik diente danach nur noch als Verwaltungssitz. Nach der Schlacht am Weißen Berg wurden die Christoph Karl von Ruppau gehörigen Herrschaften Manětín, Herálec und Humpolec konfisziert. Die kaiserliche Kammer verkaufte Herálec und Humpolec 1623 für 83.264 Schock an Philipp d. Ä. zu Solms-Lich. Dieser vereinigte beide Herrschaften; die zur Burg Worlik untertänigen Orte bildeten fortan das Gut Humpolec. Die Burg wurde aufgegeben. Weitere Nachrichten, insbesondere aus der zweiten Hälfte des Dreißigjährigen Krieges, als die Gegend nach dem Einfall der Schweden und der Besetzung der nahe gelegenen Burg Lipnice zum Kriegsschauplatz wurde, fehlen. Es ist jedoch anzunehmen, dass die Burg in dieser Zeit zerstört wurde.
Als Michael Achatius von Kirchner 1708 die Herrschaft Herálec mit Humpolec erwarb, wurde Worlik als wüstes Schloss mit gut erhaltenen Mauern und Sitz eines herrschaftlichen Försters erwähnt. Später geriet die Burg ganz in Vergessenheit und ihre Steine wurden als Baumaterial verkauft. Eine Abbildung aus dem Jahre 1803 zeigt die Burgruine noch vor ihrer weitgehenden Zerstörung.
Nach dem Zweiten Weltkrieg wurde die Ruine als Zentrum für Jugendveranstaltungen und Vergnügungen genützt. Die Ruine Orlík wurde 1963 zum Kulturdenkmal erklärt. In den 1970er Jahren musste die Burgruine wegen Einsturzgefahr gesperrt werden. 1977 wurde auf Orlík ein Teil der Außenaufnahmen für den Film Wie man Dornröschen wachküßt gedreht. Seit 1997 ist die Ruine von Juni bis September wieder öffentlich zugänglich. Der Bergfried wurde 2014 saniert und durch Einbau einer Eisentreppe zum Aussichtsturm ausgebaut.

## Anlage

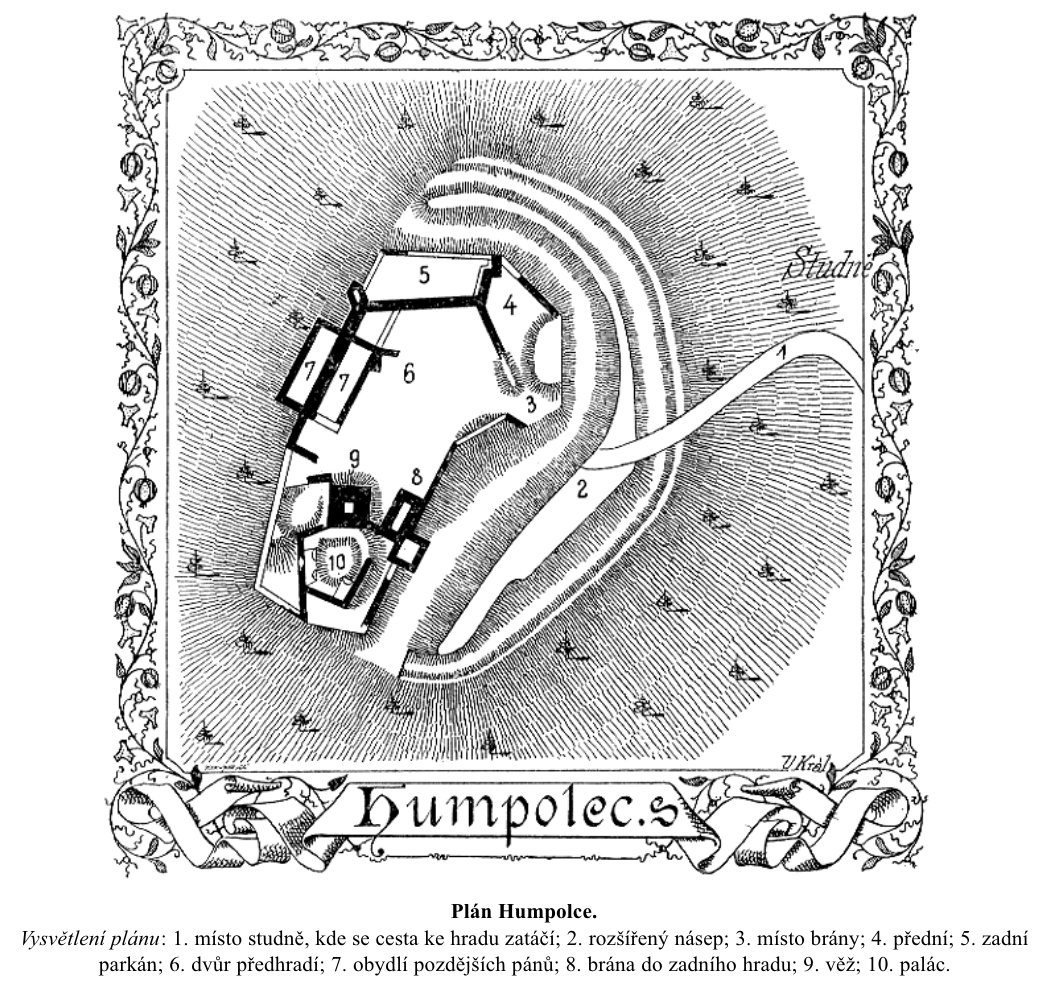
Grundriss, nach August Sedláček

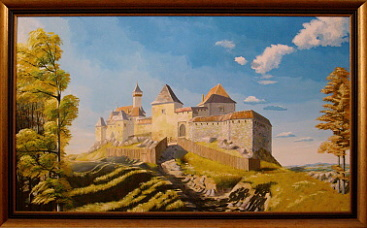
Rekonstruktionszeichnung

Die ursprüngliche Burg der Herren von Dubá war eine kleine Anlage mit rechteckigem Grundriss im südlichen Teil des heutigen Burggeländes, die von Norden durch eine Brücke über den Burggraben zugänglich war. An der Nordseite befanden sich das Burgtor und ein mächtiger Bergfried, der mit dem die West- und Südseite einnehmenden Palas durch eine Brücke verbunden war. An den Palas schlossen sich unmittelbar die Burgmauern an. Unterhalb des Palas sowie an der Ostseite war die Burg durch die steilen Hänge des Burgberges geschützt. Die Vorburg war größtenteils nur durch hölzerne Palisaden, einen Graben und einen Wall geschützt. Zwischen dem Tor und dem Palas wurde später eine kleine Kapelle errichtet. Nach der Eroberung im Jahre 1404 ließ Heinrich von Dubá wahrscheinlich die gesamte Anlage durch eine steinerne Burgmauer schützen.
Unter Arnošt von Leskovec wurde die Burgmauer neu aufgebaut und durch quadratische Basteien verstärkt. Als Zugang zur Kernburg wurde zwischen dem Turm und der mittleren Bastei ein Turmtor angelegt; das alte Burgtor wurde zugemauert. Das Erdgeschoss der Bastei neben dem ersten Tor wurde zur Burgküche hergerichtet. Der Palas der Kernburg wurde ebenfalls umgebaut und die Keller wurden mit Tonnengewölben überwölbt. Die ehemalige Vorburg hatte zu dieser Zeit bereits ihre Funktion als Wirtschaftshof an das in der Nähe des Hauptzufahrtweges entstandene Suburbium verloren. Im nordöstlichen Teil der Vorburg ließ Arnošt von Leskovec ein neues Wohngebäude anlegen.
Zu Beginn des 16. Jahrhunderts wurden die Umbauten unter Jan Trčka von Lípa fortgesetzt. Er ließ die Bastion im Nordosten der Anlage beim ersten Burgtor errichten. Im nördlichen Teil entstand ein neuer repräsentativer Palas. Ab der Mitte des 16. Jahrhunderts wurde der weitere Ausbau der Befestigungsanlagen durch die Herren Trčka von Lípa kostensparend durch Umbau vorhandener Gebäude fortgesetzt. Nachdem die Burg um 1560 wahrscheinlich durch einen Brand zerstört worden war, ließ sie Jan Říčanský von Říčan wieder als Herrschaftssitz herrichten und im Innern des westlichen Teils neue Gebäude errichten.
Nach 1623 wurde die Burg aufgeben und wahrscheinlich im Dreißigjährigen Krieg zerstört. Der Eckturm stürzte in der ersten Hälfte des 19. Jahrhunderts teilweise ein. Wenig später wurde das erste Burgtor einschließlich der Burgmauer als Baumaterial abgerissen. Im Jahre 1911 erfolgte der gänzliche Zusammensturz des Bergfriedes.
Erste Erhaltungsmaßnahmen an den Resten des Bergfriedes und weiterer Mauern wurden 1913 durch Einwohner von Humpolec vorgenommen. Zwischen 1939 und 1943 führte der KČT umfangreiche Sicherungsarbeiten und Ausgrabungen durch, die jedoch wegen des Krieges nicht fertiggestellt werden konnten. Nach der baupolizeilichen Sperrung in den 1970er Jahren wurde die Ruine erneut zur Gewinnung billiger Bausteine genutzt.
1988 begann eine kleine Gruppe örtlicher Enthusiasten, die sich später zur Humpolecer Zweiggruppe des August-Sedláček-Klubs zusammenschlossen, mit Arbeiten zur Erhaltung der Burg. Größere Sicherungsarbeiten zum Erhalt der Ruine und deren Wiederzugänglichmachung für die Öffentlichkeit wurden 1992 bis 1996 durch die Bezirksverwaltung Pelhřimov und die Stadt Humpolec durchgeführt. Für weitere Arbeiten an den Mauern im nördlichen Teil der Burg fehlten jedoch die Mittel. 1997 gründete die Zweiggruppe des Sedláček-Klubs die gemeinnützige Gesellschaft Castrum o.p.s., der durch den Eigentümer – die Stadt Humpolec – offiziell die Sicherungs- und Reparaturarbeiten an der Burg übertragen wurden.
Zu Beginn des 21. Jahrhunderts konnten die Reparaturen an der Oberburg abgeschlossen werden, auch ein großer Teil der Unterburg wurde gesichert. Um 2005 wurde ein Verwaltungsgebäude errichtet. 2008 begannen die Erhaltungsarbeiten an der nördlichen Bastion.

## Beschreibung
In der Ruine befindet sich ein Burgmuseum mit historischen Abbildungen und Fotos, einem Rekonstruktionsmodell vom Anfang des 20. Jahrhunderts, Nachbildungen mittelalterlichen Mobiliars und Werkzeugs sowie archäologischen Funden. Zu besichtigen sind außerdem:
- der Hauptturm: der quadratische Turm mit einer Seitenlänge von fünfeinhalb Metern hatte ursprünglich eine Höhe von 25 Metern und war nur über einen Holzsteg vom alten Palas, der bei Gefahr entfernt werden konnte, zugänglich. Er diente dem Schutz des alten Tors zur Kernburg sowie der am leichtesten anzugreifenden nördlichen Burgflanke. 2014 wurde im Innern des hohlen Turmes eine Eisentreppenkonstruktion eingebaut
- der alte Palas bildete den südlichen und westlichen Teil der Kernburg. Er bestand wahrscheinlich aus drei mit Kachelöfen beheizbaren Wohnräumen und einem Dachgeschoss, später wurde er noch um eine Kapelle erweitert.
- das zweite Tor und die Bastei sind die am besten erhaltenen Teile der Burg. Sie wurden in der ersten Hälfte des 15. Jahrhunderts unter den Herren von Leskovec errichtet. Am Tor ist erkennbar, dass der Zugang durch eine kleine Doppelzugbrücke und ein doppeltes Tor geschützt war. Eine Seitenpforte führt in den Bereich vor dem Turm, in dem sich wahrscheinlich ein geschützter Zwinger befand. Die Bastei ist eine Befestigung aus der Mitte des 15. Jahrhunderts, in ihrem Innern werden Nachbauten von Ausstattungsgegenständen und eines Kachelofens gezeigt. Über beiden Anlagen wurde eine Aussichtsterrasse hergestellt.
- die Burgküche entstand aus einer neben dem ersten Tor gelegenen Bastei. Bei archäologischen Untersuchungen wurden 1996 Reste eines Brotofens, einer offenen Feuerstelle und einer Bratstelle aufgefunden; der Brotofen wurde später rekonstruiert und ist gebrauchsfähig.
- der neue Palas und die Bastion gehörten zu dem im 16. Jahrhundert in der früheren Vorburg angelegten neuen Burgkomplex. Die Bastion diente dem Schutz des Haupteinganges. Von dem im Renaissancestil errichteten Palas sind nur Außenwände mit Fensteröffnungen und Deckenbalkentaschen erhalten. Gut erhalten sind die Bastion und die Umfassungsmauern des neuen Burgkomplexes.

Von Rozkoš und Humpolec führen markierte Wanderwege zur Burg. Durch die Umgebung der Burg mit dem rekonstruierten Brunnen des Suburbiums und dem Goldbergwerk Štůly führt der Lehrpfad Březina. Anfang Juli findet an zwei Tagen ein Mittelalterfest und Ende August das Filmfestival Film a dějiny statt.